# Escuela Secundaria de Akita
La Escuela Secundaria de Akita (秋田県立秋田高等学校 Akita Kenritsu Akita Kōtō Gakkō?) es una escuela secundaria estatal ubicada en la ciudad de Akita, prefectura de Akita, Japón. Fue fundada el 1 de agosto de 1873; siendo la escuela secundaria más antigua de Japón.

## Estudiantes notables
- Shigeki Abe - jugador de béisbol
- Yasushi Akashi - administrador de las Naciones Unidas
- Sasagu Arai - investigador
- Shirō Fukai - compositor
- Kenzo Futaki - doctor
- Eiji Gotō - almirante
- Mitsutaka Goto - jugador de béisbol
- Hiroo Ishii - jugador de béisbol
- Shunichi Iwasaki - ingeniero
- Katsutoshi Kaneda - político
- Kazuo Koike - mangaka
- Machida Chūji - político
- Kazuo Nakamura - entrenador de baloncesto
- Shōji Nishimura - almirante
- Hitoshi Okuda - mangaka
- Taro Shoji - cantante
- Sukenari Yokoyama - político